# 化学型
化学型（英語：chemotype）是指按照次级代谢产物的不同进行划分的种下类群，不一定具有分类学意义。

## 例子
樟树按照樟叶精油主要成分的不同，可分为脑樟（主要含有樟脑）、芳樟（主要含有芳樟醇）、桉樟（主要含有桉叶油醇）、黄樟（主要含有黄樟素）、异樟（主要含有异橙花叔醇）、龙脑樟（主要含有龙脑）、杂樟（无明显主要成分）等化学型。